# Torneo Roberto Gomes Pedrosa 1967
Il Torneo Roberto Gomes Pedrosa 1967 è stata la 1ª edizione del torneo. Fu organizzato dalla Federação de Futebol do Estado do Rio de Janeiro e dalla Federação Paulista de Futebol.Nel dicembre del 2010 la CBF, pur distinguendo le competizioni nelle statistiche, ha deciso di "unificare" il campionato brasiliano di prima divisione, equiparando i titoli di Taça Brasil e Torneo Roberto Gomes Pedrosa a quello della Série A.

## Formula
Primo turno: due gruppi di 7 e 8 squadre: le prime due classificate si qualificano al turno successivo.
Fase finale: le quattro squadre qualificate si affrontano in un girone all'italiana.

## Partecipanti
| Squadra          | Città          | Stato             |
| ---------------- | -------------- | ----------------- |
| Atlético Mineiro | Belo Horizonte | Minas Gerais      |
| Bangu            | Rio de Janeiro | Guanabara         |
| Botafogo         | Rio de Janeiro | Guanabara         |
| Corinthians      | San Paolo      | San Paolo         |
| Cruzeiro         | Belo Horizonte | Minas Gerais      |
| Ferroviário-PR   | Curitiba       | Paraná            |
| Flamengo         | Rio de Janeiro | Guanabara         |
| Fluminense       | Rio de Janeiro | Guanabara         |
| Grêmio           | Porto Alegre   | Rio Grande do Sul |
| Internacional    | Porto Alegre   | Rio Grande do Sul |
| Palmeiras        | San Paolo      | San Paolo         |
| Portuguesa       | San Paolo      | San Paolo         |
| San Paolo        | San Paolo      | San Paolo         |
| Santos           | Santos         | San Paolo         |
| Vasco da Gama    | Rio de Janeiro | Guanabara         |

## Primo turno

### Risultati
| Casa/Trasferta | ATM | BAN | BOT | COR | CRU | FER | FLA | FLU | GRE | INT | PAL | POR | SPO | SAN | VAS |
| -------------- | --- | --- | --- | --- | --- | --- | --- | --- | --- | --- | --- | --- | --- | --- | --- |
| Atlético-MG    |     | 0-1 |     | 0-0 |     |     | 3-1 |     | 1-1 | 0-0 | 4-2 | 1-3 | 0-3 | 0-1 | 1-0 |
| Bangu          |     |     | 0-0 | 1-4 |     |     | 4-3 | 2-0 | 1-1 |     | 0-2 |     | 2-1 |     | 2-0 |
| Botafogo       | 4-4 |     |     | 0-2 |     |     |     |     |     |     | 0-0 |     |     |     |     |
| Corinthians    |     |     |     |     | 4-2 |     |     | 3-3 |     |     |     | 2-1 | 1-0 | 1-1 | 2-0 |
| Cruzeiro       | 4-0 | 3-0 | 2-1 | 3-1 |     |     |     | 3-1 |     |     |     | 2-1 | 0-2 | 3-1 |     |
| Ferroviário    | 1-2 | 1-1 | 0-0 | 1-2 | 0-0 |     | 1-1 | 1-2 |     | 0-1 | 2-4 | 2-3 |     |     | 0-1 |
| Flamengo       |     |     | 4-2 | 2-3 | 2-0 |     |     | 1-1 | 1-2 |     |     |     | 2-2 | 0-1 |     |
| Fluminense     | 0-2 |     | 4-3 | 3-1 |     |     |     |     |     |     | 2-4 | 0-1 |     | 3-0 |     |
| Grêmio         |     |     | 0-0 | 1-2 | 1-0 | 2-0 |     | 3-1 |     |     | 2-0 | 1-1 | 1-1 | 1-1 | 4-0 |
| Internacional  |     | 2-2 | 0-1 | 2-2 | 2-1 |     | 1-1 | 3-0 | 2-0 |     | 2-2 |     | 1-0 |     | 0-0 |
| Palmeiras      |     |     |     | 2-1 | 3-2 |     | 3-3 |     |     |     |     | 1-1 | 1-1 | 2-1 | 5-0 |
| Portuguesa     |     | 1-0 | 3-0 |     |     |     | 1-2 |     |     | 2-1 |     |     | 1-1 |     |     |
| San Paolo      |     |     | 1-1 |     |     | 4-0 |     | 1-2 |     |     |     |     |     |     | 0-0 |
| Santos         |     | 3-0 | 0-0 |     |     | 3-0 |     |     |     | 5-1 |     | 2-2 | 1-1 |     |     |
| Vasco da Gama  |     |     | 1-0 |     | 1-1 |     | 0-0 | 2-2 |     |     |     | 3-3 |     | 2-1 |     |

### Classifiche

#### Gruppo 1
| Pos. | Squadra       | Pt | G  | GF | GS | DR  |
| ---- | ------------- | -- | -- | -- | -- | --- |
| 1    | Corinthians   | 22 | 12 | 29 | 16 | +12 |
| 2    | Internacional | 16 | 12 | 18 | 16 | +2  |
| 3    | Cruzeiro      | 14 | 12 | 23 | 19 | +4  |
| 4    | Bangu         | 14 | 12 | 16 | 21 | -5  |
| 5    | San Paolo     | 13 | 12 | 18 | 13 | +5  |
| 6    | Fluminense    | 11 | 12 | 21 | 29 | -8  |
| 7    | Botafogo      | 9  | 12 | 12 | 21 | -9  |

#### Gruppo 2
| Pos. | Squadra          | Pt | G  | GF | GS | DR  |
| ---- | ---------------- | -- | -- | -- | -- | --- |
| 1    | Palmeiras        | 19 | 14 | 31 | 21 | +10 |
| 2    | Grêmio           | 18 | 14 | 20 | 11 | +9  |
| 3    | Portuguesa       | 17 | 14 | 24 | 18 | +6  |
| 4    | Santos           | 15 | 14 | 21 | 16 | +5  |
| 5    | Atlético Mineiro | 14 | 14 | 18 | 21 | -3  |
| 6    | Flamengo         | 12 | 14 | 23 | 24 | -1  |
| 7    | Vasco da Gama    | 12 | 14 | 10 | 21 | -11 |
| 8    | Ferroviário-PR   | 4  | 14 | 9  | 26 | -17 |

## Fase finale

### Risultati
| Casa/Trasferta | COR | GRE | INT | PAL |
| -------------- | --- | --- | --- | --- |
| Corinthians    |     | 2-1 | 0-1 | 2-2 |
| Grêmio         | 0-1 |     | 1-1 | 1-1 |
| Internacional  | 3-0 | 0-0 |     | 1-2 |
| Palmeiras      | 1-0 | 2-1 | 0-0 |     |

### Classifica
| Pos. | Squadra       | Pt | G | GF | GS | DR |
| ---- | ------------- | -- | - | -- | -- | -- |
| 1    | Palmeiras     | 9  | 6 | 8  | 5  | +3 |
| 2    | Internacional | 7  | 6 | 6  | 3  | +3 |
| 3    | Corinthians   | 5  | 6 | 3  | 8  | -3 |
| 4    | Grêmio        | 3  | 6 | 4  | 7  | -3 |

## Verdetti
- Palmeiras vincitore del Torneo Roberto Gomes Pedrosa 1967.

## Classifica marcatori
| Gol |  |  | Giocatore      | Squadra     |
| --- |  |  | -------------- | ----------- |
| 15  |  |  | Ademar Pantera | Flamengo    |
| 15  |  |  | César Maluco   | Palmeiras   |
| 13  |  |  | Alcindo        | Grêmio      |
| 11  |  |  | Tales          | Corinthians |
| 10  |  |  | Rinaldo        | Palmeiras   |
| 9   |  |  | Pelé           | Santos      |